# Арахтос

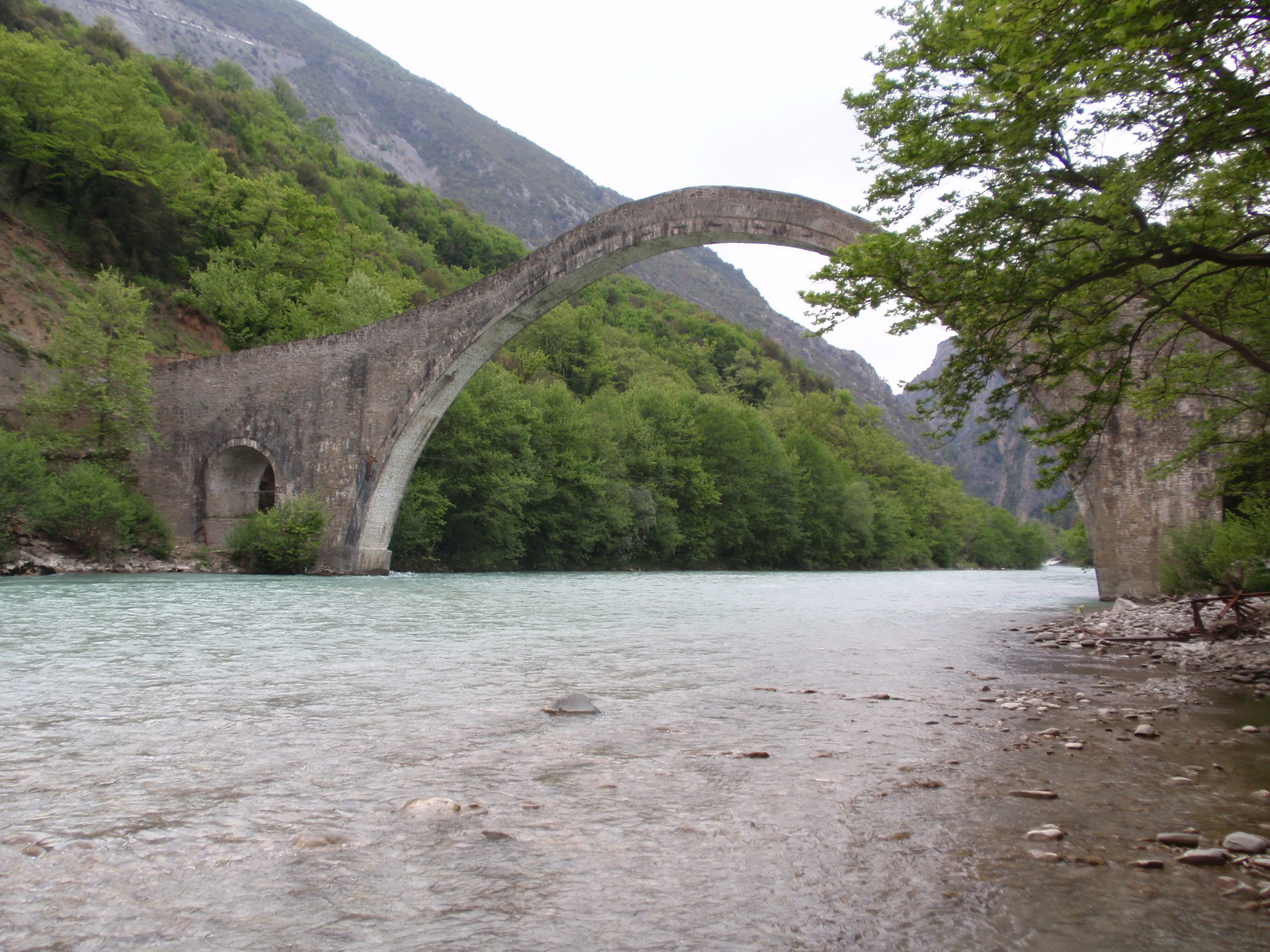
Міст у Плака

Арахтос (грец. Άραχθος) — річка у східному Епірі (Греція).

## Географія
Джерело річки знаходиться в горах Пінд, недалеко від міста Мецово. В верхів'ях носить назву Мецовітікос. Після злиття з Діпотамосом стає Арахтосом. Далі тече на південь, проходячи між горами Атаманіка і Ксеровуні. На північ від міста Арта, поблизу міста Пета, на річці побудована гребля, в результаті чого утворено водосховище Поурнарі площею близько 18 км², яке постачає воду великій частині Епіру.
Арта, приблизно в 8 км нижче греблі за течією, є найбільшим містом на річці. Історичною пам'яткою міста є кам'яний міст над Арахтосом, збудований на початку XVII століття. Далі річка продовжує свій шлях на південь по низовині і впадає в затоку Амвракікос Іонічного моря поблизу Комено.